# Serge Jacques
 (août 2019).
Serge Ruettard, dit Serge Jacques, né à Toulouse le 16 mars 1927, est un photographe français.

## Biographie
Né de Cécile Aenessman et d’André Ruettard. En secondes noces, sa mère épouse Raymond Jacques, un musicien de variété qui offrira à Serge l’usage de son patronyme. Pendant l’occupation, la famille se livre à une longue itinérance au travers de la zone occupée et réussira à échapper aux lois allemandes jusqu’à la libération. De retour à Paris en 1945, il a dix-huit ans.
Sa famille est propriétaire de plusieurs salles de cinéma-variétés. À cette époque, les projections étaient toujours précédées d’attractions : comiques, chanteurs, danseurs, illusionnistes prolongeaient la tradition du cinéma comme art forain. C’est dans cet environnement artistique et populaire qu’il développe son goût pour le cinéma et plus particulièrement la mise en scène. Il se rapproche de l’univers de l’image en devenant l’assistant du photographe de mode Max Ottoni qui l’initie aux fondamentaux de la prise de vue et au tirage à la chambre noire.

### Travaux de jeunesse
Assistant le jour, il s’immerge le soir dans les nuits et les caves de Saint-Germain des Prés, où il côtoie écrivains, artistes et jazzmen qui écriront la légende du quartier. Les cafés, le Flore en tête, deviennent les nouvelles agoras du débat intellectuel tandis qu’à quelques pas de là, les caves agrègent une jeunesse avide de nouvelles sensations et de liberté. 
À la façon d’un auto-reportage, il réalise ses clichés sur le vif dans les lieux qu’il fréquente habituellement : Le Bar Vert, Le Caveau des Lorientais, Le Tabou, puis le club Saint-Germain.
Témoignage de ce temps, il publie en 1950 La Légende de Saint-Germain-des-Prés, un livre de photographies accompagnées de textes de Michel Tavriger (en) imprimés en français et en anglais,.
De Django Reinhardt à Miles Davis, en passant par Louis Armstrong, Don Byas, Lionel Hampton et Duke Ellington, il couvre les concerts des artistes français et américains qui se produisent à Paris entre 1953 et 1958, mais le mouvement avait été initié dès les années vingt avec la Revue nègre, puis dans les années trente avec la légendaire visite du saxophoniste Coleman Hawkins.
Ses photos illustreront des pochettes de disques, des communiqués de presse ou des affiches, mais resteront inconnues du grand public.

### Années 1950-1960

#### Contexte
Malgré une législation des mœurs très rigide, une multitude de parutions dites « de charme » voient le jour : Paris Hollywood, Venus, Paris Tabou, Enquêtes, Frou-frou, Régal, Sensations, garnissent les kiosques Parisiens bien qu’elles soient interdites à l’affichage et à la consultation.
Ce nouveau marché est porté par l’aspiration à la liberté qui se manifeste dès la Libération et durera de longues années après. La demande est forte, les photographes peu nombreux : Serge de Sazo, Marcel Véronese, puis plus tard André Bellorgey et Rolland Carré seront les autres photographes de charme qui se partageront l’essentiel de la production française pendant une vingtaine d’années.

#### Censure
Une escapade amoureuse sur la côte normande sera l’occasion de ses premières études de nu. Ce reportage rapidement publié par la revue V Magazine l’encouragera à poursuivre cette activité. De nature plutôt académique, ses premiers travaux restent classiques, mais il évolue rapidement vers un style plus naturel et narratif. En studio, il fait réaliser des décors peints par l’illustrateur Maurice Pinault, conférant à ses séries un caractère de légèreté et de futilité toute parisienne  qui s’imposera comme sa marque de fabrique.
Serge Jacques entamera alors une régulière collaboration avec la revue Paris-Hollywood, rebaptisée Folies de Paris et Hollywood  en 1953 ; elle restera la publication française de charme de référence jusqu’à la moitié des années soixante.
Destinées à un public plus exigeant que celui des magazines, on voit apparaître des collections d’albums de nus académiques, de format in-quarto et de qualité d’impression plus fine, publiées entre autres par les éditions Veronese. Jusqu’en 1968, la législation française reste très contraignante à l’égard de la diffusion d’images considérées comme licencieuses. Les publications sont étroitement surveillées par une censure qui proscrit absolument la représentation du sexe et de la pilosité.
Les publications où figurent des nus sont interdites à la vente aux mineurs, à la consultation et à l’affichage, même lorsqu’elles s’abritent derrière le naturisme, dont certains éditeurs se feront une spécialité. Pour déjouer ces contraintes, les photographes et les éditeurs retouchent systématiquement les clichés, tantôt en lissant à l’aérographe les parties intimes, tantôt en y ajoutant des sous-vêtements au pinceau retouche.

### Années 1960-1970
Sa connaissance de l’allemand et de l’anglais lui permet de présenter son travail aux revues étrangères en Europe et de l’autre coté de l’Atlantique. Ce réseau ouvrira sa production aux magazines étrangers des la fin des années cinquante. Cette notoriété acquise à l’export lui permettra de réaliser ses prises de vues à l’étranger et notamment dans l’ouest américain.
Les techniques d’impression évoluant vers l’offset et la couleur, il abandonne progressivement le noir et blanc et son activité de développement et de tirage. Le matériel photographique se modifie également, le 24x36, plus léger, plus maniable, mais imposant de nouvelles contraintes de cadrage, succède progressivement au format historique du 6x6. Ce virage technologique est accompagné par l’évolution de la législation et marquera aussi la fin de la carrière d’un bon nombre de ses concurrents de l’époque des Folies Paris-Hollywood. Le journal lui même n’y survivra pas.

### Années 1970-1990
Une génération de nouveaux éditeurs et l’émergence de jeunes photographes réactualisent la vision de la photo de charme par une nouvelle approche. Il en sera pour certains un contributeur assidu, mais c’est pour le groupe de presse britannique Paul Raymond qu’il concentre l’essentiel de son travail, produisant massivement le contenu photographique de ses magazines.
Afin de ne pas lasser son public ni ses éditeurs, il s’entoure de nombreux assistants qui alimentent sa capacité de production.
De Rita Renoir à Brigitte Lahaie, les égéries de plusieurs générations passeront devant son objectif. Cette longévité prendra fin à l’aube des années quatre-vingt-dix. Avec l’essor de la vidéo puis l’apparition d’Internet, les frontières entre érotisme et pornographie s’estompent et sonneront le glas de la photographie de charme à l’ancienne.

## Publications
- (fr + en) Michel Tavriger (textes) et Serge Jacques (photographies) (préf. Pierre Seghers, photogr. Serge Jacques), La Légende de Saint-Germain-des-Prés [« The Legend of Saint-Germain-des-Prés »], Paris, La Roulotte, 1950 (OCLC 352199606, BNF 31437604)

- Ondine , Serge Jacques et Pierre Varenne , Ed. Mistra circa 1950
- Études plastiques, album N°3,  Ed. Renaud circa 1950

- Nus Académiques, album N°5[5], Serge Jacques, Marcel Veronese et Corsaint  Ed.Véronès circa 1950
- Nus, album N°6[6]  Serge Jacques et Dorvyne[7],Société Parisienne d’éditions Artistiques, 1951
- Nus, album N°7  Serge Jacques, Paul Facchetti, André de Dienes (en), Serge de Sazo et Marcel Véronese, Ed. Société Parisienne d’éditions Artistiques, Paris,  circa 1950'
- Nus, album N°8 , Serge Jacques, Ed. Société Parisienne d’éditions Artistiques, Paris,  circa 1950'
- Eves Serge Jacques et Del Solar, Ed. Mistral circa 1950

- Modèles d'Artistes  n°1 [8]Paris  : [s.n.], v. 1959

- Akt 61  Fotobildverlag Wolfgang Jarschke, Hambourg, 1960
- Silhouettes Serge Jacques et André de Dienes [9] Ed Ercole 1962
- Figure Photo Ideas, Number 60, 1965
- Continental nudist No. 7, Mon fils l’artiste, Californie, 1965
- Akt 67,  Fotobildverlag Wolfgang Jarschke, Hambourg, 1967

- Enquêtes Numéro spécial 1964
- Les dessous du porte-jarretelles[10], Gilles Néret Ed. Daniel Briand, 1983, maquette Vloo, photo de couverture de Jacques Vieussens
- Photo Magazine  n°177  [11]
- Les photos interdites de Paris Hollywood par Gilles Néret[12], Ed. Daniel Briand

## Expositions
- Jazz 1950, Espace Culturel Gingko’Art, Janvier 2012[13],[4]
- Serge Jacques & ses "filles", La Fabri K Photos, mars 2017